# Шалго
Шалго (на унгарски: Salgó) е унгарска крепост, разположена близо до град Шалготарян край границата със Словакия, на 120 km от столицата Будапеща.
Крепостта е изградена на върха на хълм с вулканичен произход. Името Шалго е със значение „блясък“, но не е известно дали то е името на върха, т.е. битува отпреди строежа на крепостта, или се появява след издигането ѝ през XIII век. Предполага се, че крепостта е изградена в отговор на монголските нашествия (1241–1242), тъй като из цяла Унгария има укрепителни съоръжения и крепости построени през този период, по заповед на крал Бела IV.
Крепостта Шалго започва като малка каменна кула с правоъгълна форма (7,5 x 9,5 m) и с малък двор. Смята се, че избата е служела за затвор. Осигуряването на прясна вода за крепостта е било трудно, предвид вулканичната скала, върху която е изградена кулата, и затова на по-ниското ниво има изградени две цистерни – малки и голяма – за събиране на дъждовна вода, служила както за питейни нужди, така и за гасене на пожари.
През 1460 година хусити превземат малката крепост Шалго. Още същата година крал Матяш Корвин си я възвръща и възлага управлението ѝ на благородника Имре Сапояй. За крепостта настъпват години на благоденствие: по това време е изграден нов крепостен двор на едно ниво по-ниско по хълма надолу, а горният крепостен двор бива покрит и е превърнат в жилишна площ, където живее кастеланът. В долния двор са оформени конюшни и складове. През XVI век голяма петоъгълна крепостна стена със зъбци и бойници (с размери 14 x 15 m) е построена от източната страна на скалния връх.
Дори и това подсилено укрепление не спира османското нашествие и крепостта попада под османска власт. Според легендата, Кара Хамза бей, управител на Сечени и Хатван, превзел Шалго с хитрост. Той накарал войниците си да сложат отрязани стволове на дървета върху лафети и да ги наредят под крепостта. В стелещата се мъгла войниците от крепостта не видели, че това не са истински оръдия и сами се предали. В действителност, крепостта е срината от османците, като за целта те разположили артилерията си на върха на съседния хълм Киш-Шалго („Малкият Шалго“) или Босорканкьо (Вещерската скала).
В края на XVI век крепостта бива изоставена и обраства с храсти. През 1845 година руините на крепостта вдъхновяват поета Шандор Петьофи за романтичната поема „Шалго“, описваща народната легенда за трагичната история на клана Комполти, управлявали крепостта, тиранизирайки целия регион.
Днес Шалго е добре известна и красива туристическа забележителност. В близост на съседен вулканичен хълм се намира и крепостта Шомошка.

## Галерия
|  | Тази страница частично или изцяло представлява превод на страницата Salgó в Уикипедия на английски. Оригиналният текст, както и този превод, са защитени от Лиценза „Криейтив Комънс – Признание – Споделяне на споделеното“, а за съдържание, създадено преди юни 2009 година – от Лиценза за свободна документация на ГНУ. Прегледайте историята на редакциите на оригиналната страница, както и на преводната страница, за да видите списъка на съавторите. ВАЖНО: Този шаблон се отнася единствено до авторските права върху съдържанието на статията. Добавянето му не отменя изискването да се посочват конкретни източници на твърденията, които да бъдат благонадеждни. |